# Onthophagus furciceps
Onthophagus furciceps là một loài bọ cánh cứng trong họ Bọ hung (Scarabaeidae).